# Pastviště (Malšovice)
Pastviště (Malšovice)  je sádkový areál sestávající ze tří větších rybníků a malých sádkových rybníků. Nalézá se na severním okraji obce Malšovice, místní části města Hradec Králové.
Areál využívá místní organizace Českého rybářského svazu Hradec Králové.

## Galerie

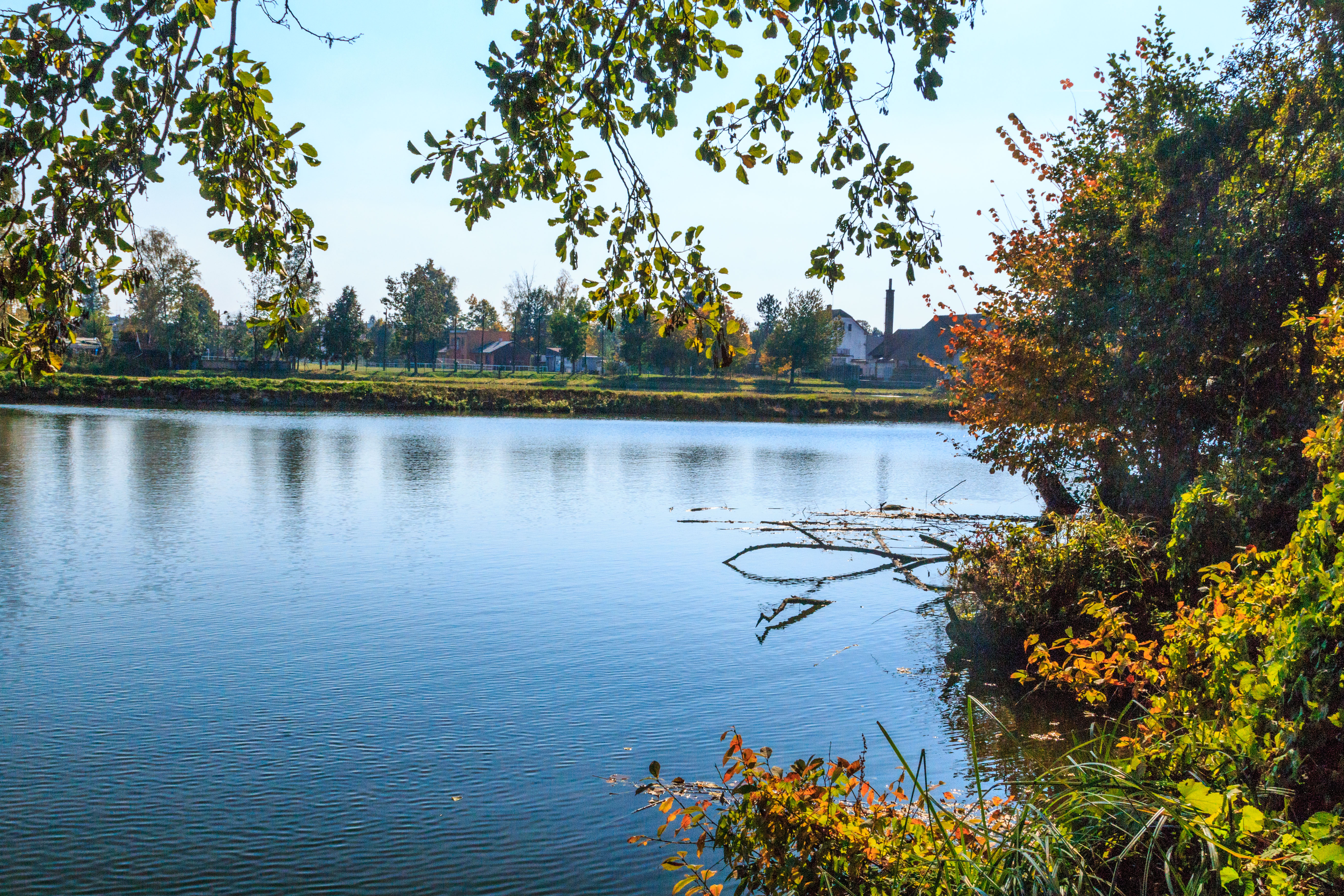
sádkový areál Pastviště u Malšovic
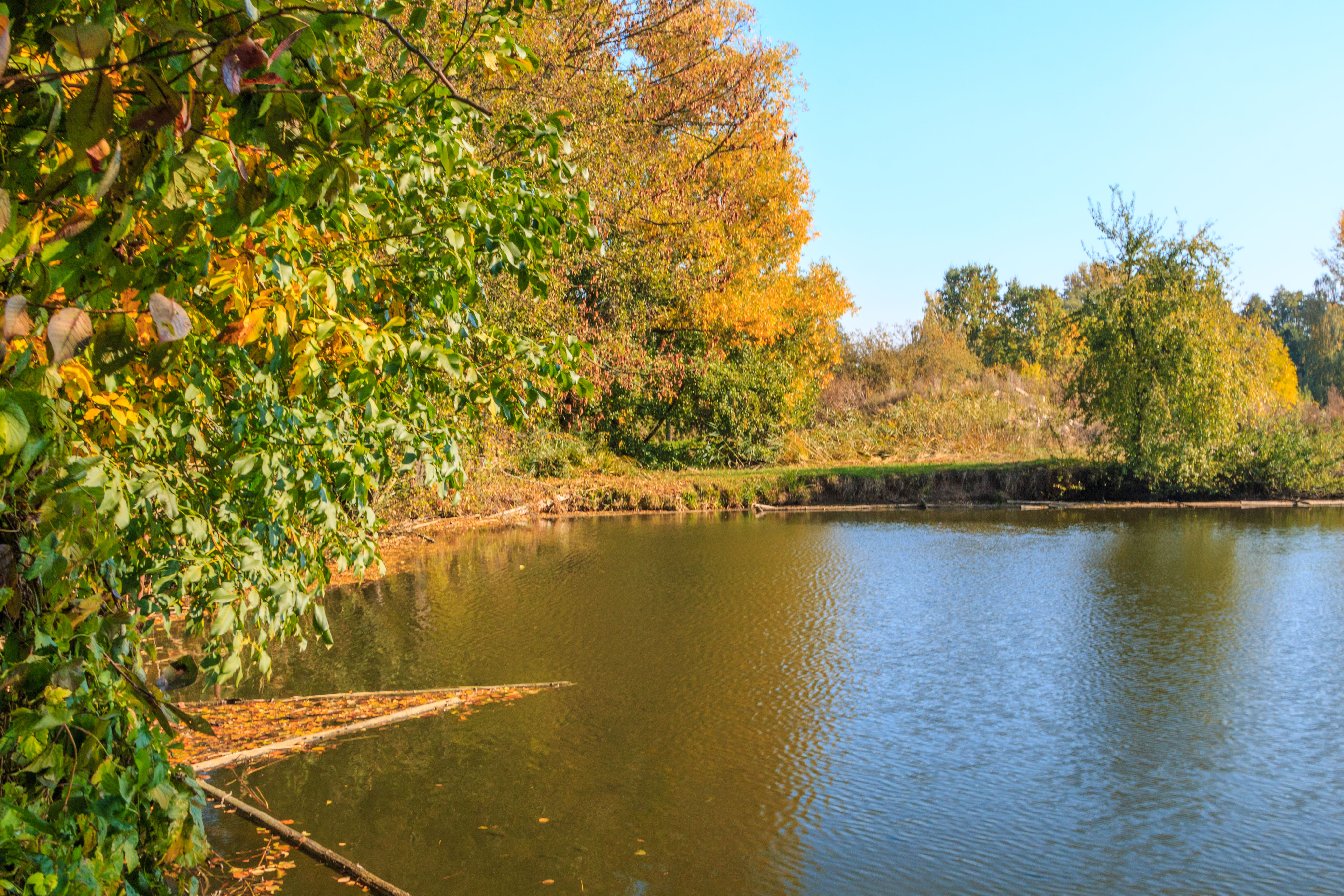
sádkový areál Pastviště u Malšovic
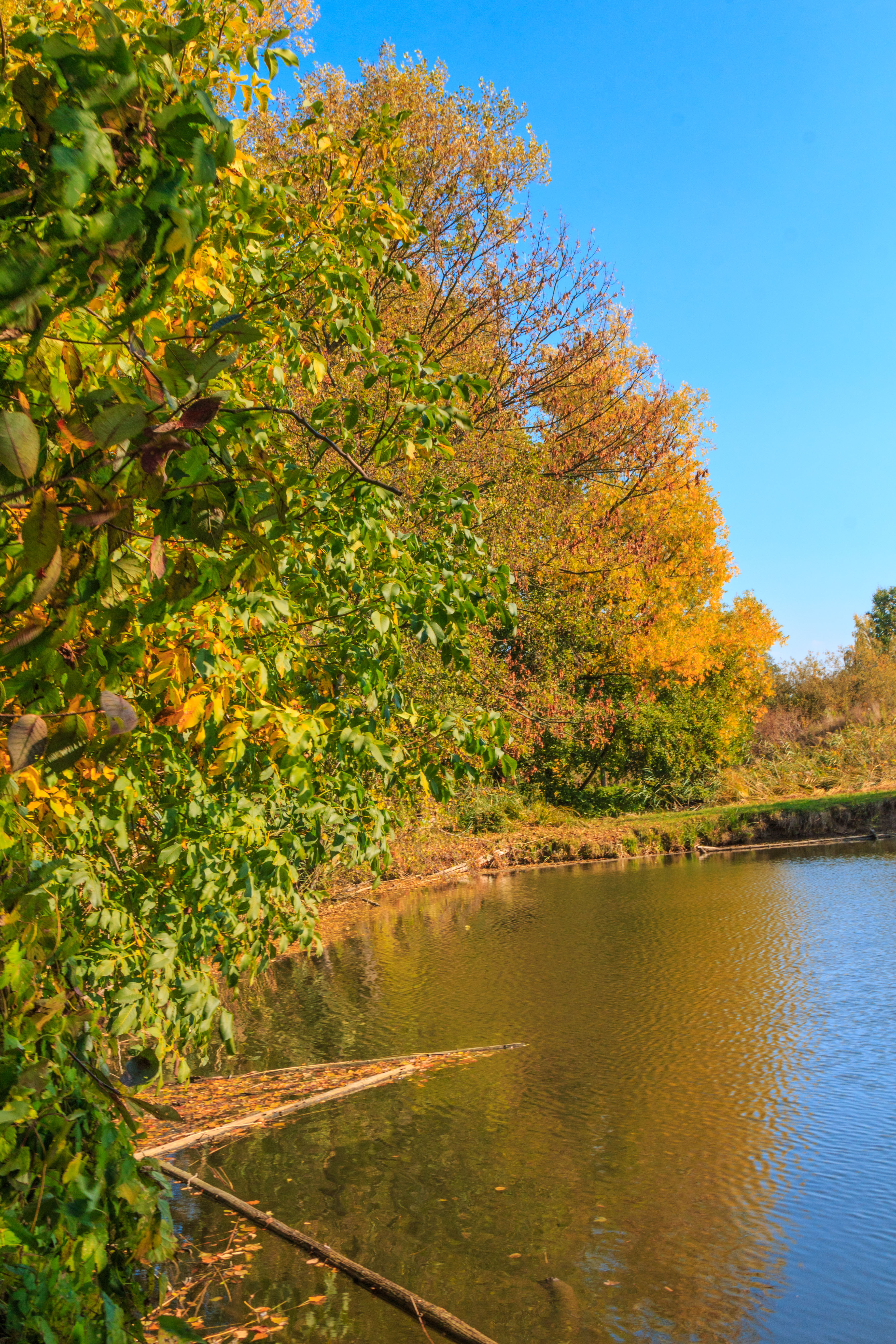
sádkový areál Pastviště u Malšovic